# Townsend Saunders
Townsend Saunders (ur. 20 kwietnia 1967 w White Sands) – amerykański zapaśnik w stylu wolnym. Srebrny medalista Igrzysk Olimpijskich w Atlancie 1996, siódme miejsce w Barcelonie 1992 w kategorii do 68 kg. Dwukrotny złoty medalista Igrzysk i Mistrzostw Panamerykańskich. Złoty medal na Igrzyska dobrej woli w 1994 roku. Czterokrotny uczestnik Mistrzostw Świata, 4 miejsce w 1993 roku. Drugie miejsce w Pucharze Świata w 1997; trzecie w 1993 i szóste w 1992 roku.
Po zakończeniu kariery amatorskiej zawodnik mieszanych sztuk walki. Walczył w Ultimate Fighting Championship (UFC) w kategorii UFC 16 i UFC 18.
Jego żona Patricia Saunders to pięciokrotna mistrzyni świata w zapasach.